# Uniwersyteckie Centrum Kliniczne w Gdańsku

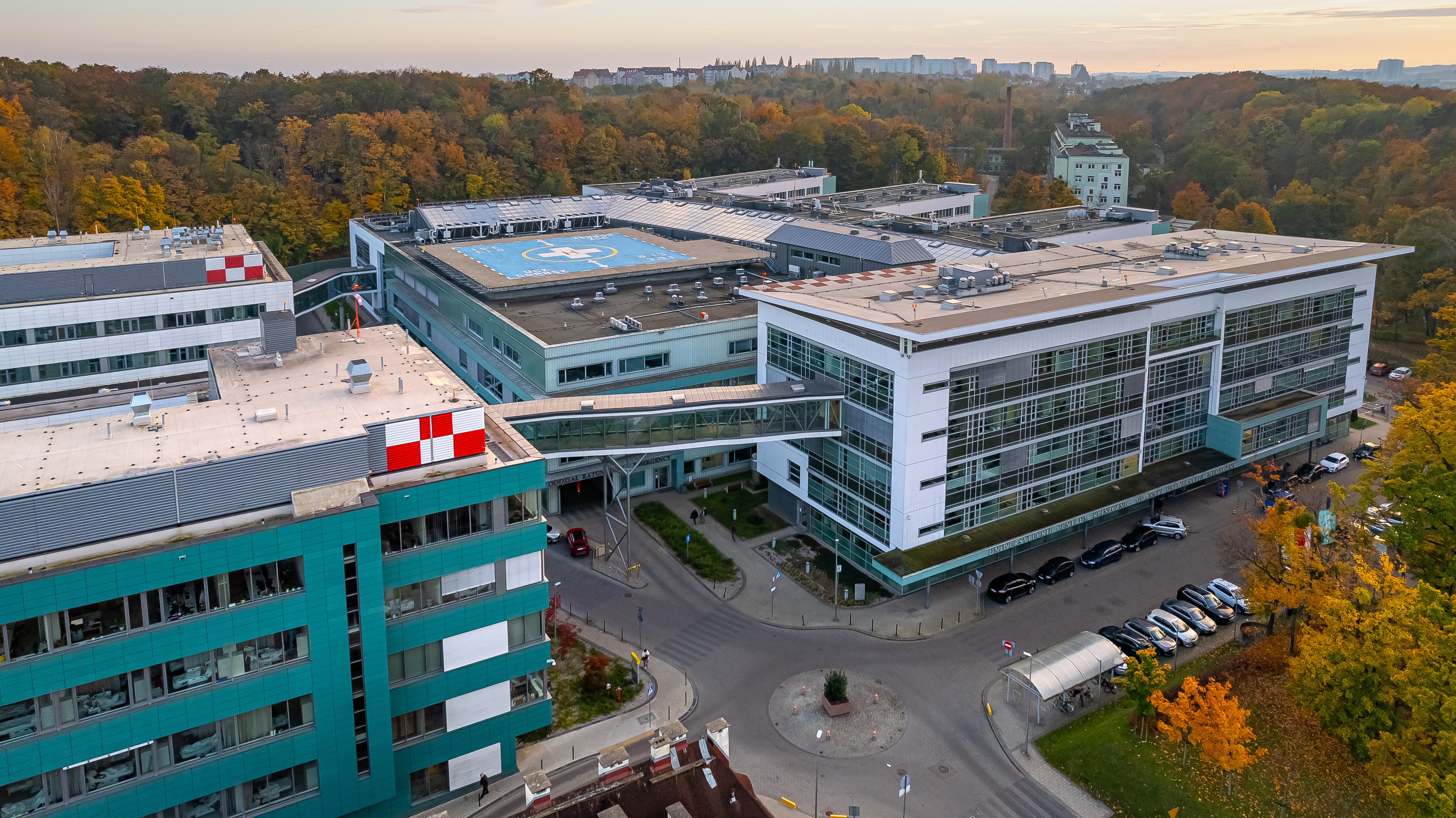
Nowy gmach Centrum Medycyny Inwazyjnej UCK, ul. Smoluchowskiego 17

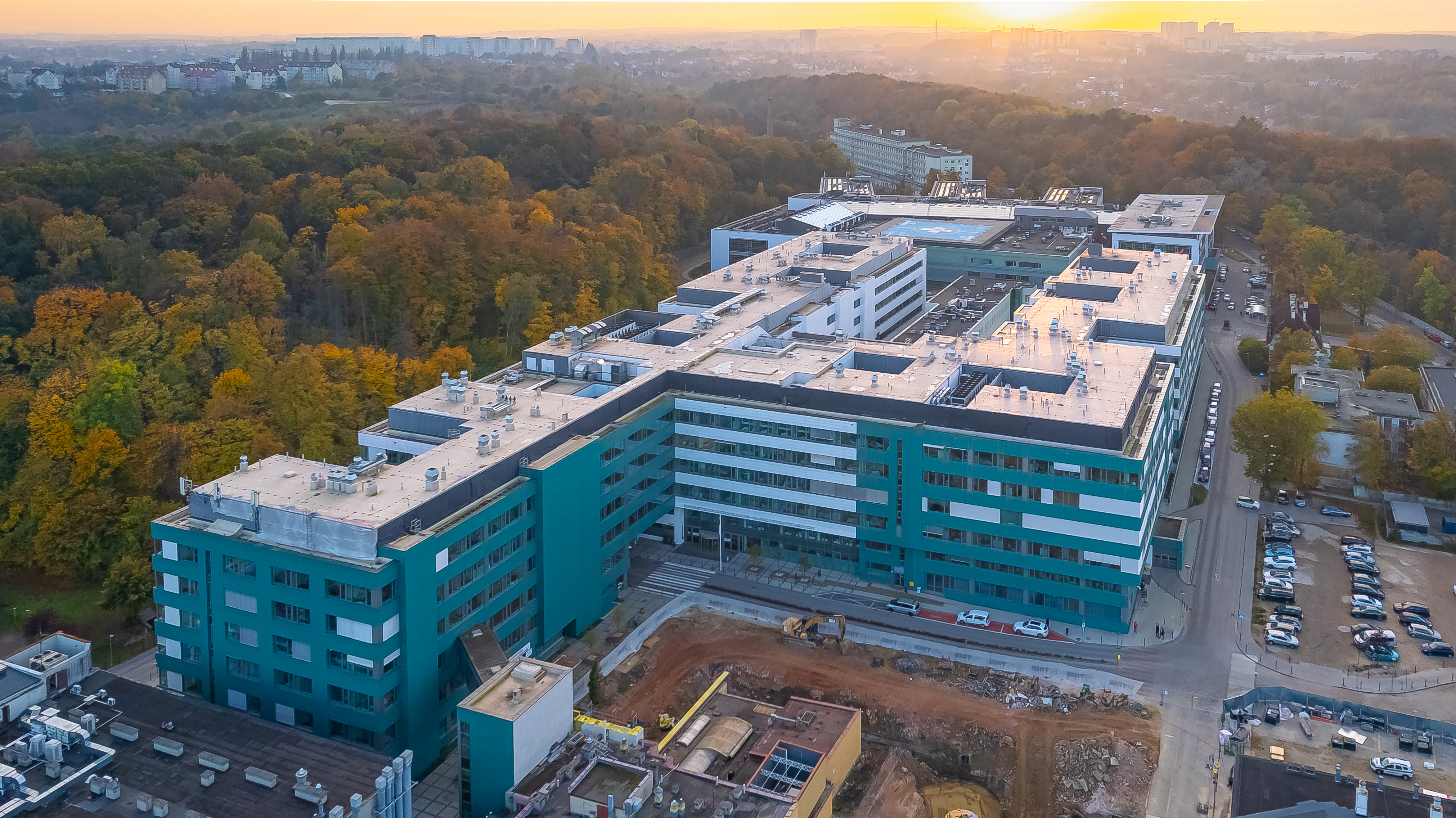
Nowy gmach Centrum Medycyny Nieinwazyjnej UCK, ul. Smoluchowskiego 17

Uniwersyteckie Centrum Kliniczne w Gdańsku (UCK) to wysoko specjalistyczny szpital kliniczny działający przy Gdańskim Uniwersytecie Medycznym. Realizuje pełen zakres usług medycznych w niemalże wszystkich dziedzinach medycyny, ze szczególnym uwzględnieniem onkologii, kardiologii i neurologii. Szpital zapewnia zaawansowaną diagnostykę i leczenie - w tym skomplikowane zabiegi chirurgiczne, a także kompleksową rehabilitację i opiekę paliatywną. Jako ośrodek transplantacyjny, wykonuje przeszczepienia serca, nerek, szpiku, wątroby, płuc i rogówki. Szpital pełni jednocześnie funkcję dydaktyczną i badawczą dla uczelni i kadry naukowej.

## Historia
Szpital rozpoczął swoją działalność w 1945 r., na bazie infrastruktury dawnego gdańskiego Szpitala Miejskiego, wybudowanego na pocz. XX wieku. Od chwili powołania do życia Akademii Lekarskiej w Gdańsku (późniejszej Akademii Medycznej (1950) i Gdańskiego Uniwersytetu Medycznego(2009)) prowadził działalność kliniczną. Kompleks szpitalny systematycznie rozbudowywano. W ostatnich latach dokonano jego całkowitej, nowoczesnej przebudowy na górnym tarasie wzdłuż ul. Smoluchowskiego. Objęła ona:
- budowę nowego budynku Centrum Medycyny Inwazyjnej (CMI), które udostępniono pacjentom w 2011 r.
- budowę nowego budynku Centrum Medycyny Nieinwazyjnej (CMN) - jego kolejne etapy oddano do użytku w latach 2018 i 2021
W 2024 r. rozpoczęto prace nad organizacją nowego gmachu wielospecjalistycznego Centrum Medycyny Pediatrycznej na 110 łóżek (CMP), wraz z pomieszczeniami Zakładu Radiologii Pediatrycznej, Kliniki Chirurgii, Kliniki Reumatologii i Immunologii, bloku operacyjnego i sal pooperacyjnych.

## Struktura organizacyjna szpitala
UCK w Gdańsku dysponuje 1200 łóżkami. Zatrudnia blisko 5 tys. osób.
W szpitalu działają łącznie:
- 36 kliniki (łącznie z Klinicznym Oddziałem Ratunkowym),
- 9 wysokospecjalistyczne interdyscyplinarnych centrów leczniczych
- 5 zakładów,
- 5 laboratoriów,
- poradnie dla dzieci i dorosłych
Szpital regularnie podlega dobrowolnej procedurze akredytacyjnej Centrum Monitorowania Jakości w Ochronie Zdrowia. W 2024 roku za spełnienie jej wymagań przyznano mu 92 punkty.

### Kliniki dla dorosłych
- Alergologii
- Anestezjologii i Intensywnej Terapii
- Chirurgii Klatki Piersiowej
- Chirurgii Naczyniowej
- Chirurgii Onkologicznej, Transplantacyjnej i Ogólnej
- Chirurgii Plastycznej
- Chirurgii Szczękowo-Twarzowej
- Dermatologii, Wenerologii i Alergologii
- Endokrynologii i Chorób Wewnętrznych
- Gastroenterologii i Hepatologii
- Hematologii i Transplantologii
- Kardiochirurgii
- I Kardiologii
- II Kardiologii i Elektroterapii Serca
- Nadciśnienia Tętniczego i Diabetologii
- Nefrologii, Transplantologii i Chorób Wewnętrznych
- Neurochirurgii
- Neurologii Dorosłych
- Okulistyki
- Onkologii i Radioterapii
- Oddział Ortopedii, Traumatologii Narządu Ruchu i Chirurgii Ręki
- Otolaryngologii
- Pneumonologii
- Położnictwa i Ginekologii, Ginekologii Onkologicznej i Endokrynologii Onkologicznej
- Psychiatrii Dorosłych
- Rehabilitacji
- Reumatologii, Immunologii Klinicznej, Geriatrii i chorób Wewnętrznych
- Urologii

### Kliniki dla dzieci
- Chirurgii i Urologii Dzieci i Młodzieży
- Chorób Nerek i Nadciśnienia Dzieci i Młodzieży
- Kardiologii Dziecięcej i Wad Wrodzonych Serca
- Neonatologii
- Neurologii Rozwojowej
- Pediatrii, Hematologii, Onkologii
- Pediatrii, Diabetologii i Endokrynologii

## Dyrektorzy Szpitala
W latach 1945–2024:
- Stefan Michalak
- Jan Kizler
- Eugeniusz Anisimowicz
- Eugeniusz Bordziłowski
- Ryszard Komornicki
- Zygmunt Sylwestrowicz
- Eugeniusz Anisimowicz (ponownie)
- Stanisław Bajena
- Ryszard Tęcza
- Maciej Forkiewicz
- Ryszard Tęcza (ponownie)
- Marek Wyszczelski
- Henryk Niewadzioł
- Jan Brodnicki
- Marek Wyszczelski (ponownie)
- Michał Mędraś
- Zbigniew Krzywosiński
- Ewa Książek-Bator
- Jacek Domejko
- Ewa Książek-Bator (ponownie)
- Jakub Kraszewski (od 2017 r.)[11]